# Ingemar Linnéll
Ingemar Linnéll (* 1. September 1954 in Göteborg) ist ein schwedischer Handballtrainer und -funktionär sowie ehemaliger Handballspieler.
Der gebürtige Göteborger spielte für die schwedischen Vereine IK Heim, SoIK Hellas und ab 1982 für BK Heid, bei dem er in der Saison 1984/85 Spielertrainer wurde. Für die Schwedische Nationalmannschaft bestritt Linnéll 1976 genau ein Länderspiel.
Als Trainer betreute er von 1987 bis 1991 SoIK Hellas und von 1994 bis 1998 IF Guif. 1998 wurde er Trainer beim dänischen KIF Kolding, mit dem er 2001 Dänischer Meister wurde. Ab 2002 war er Sportlicher Leiter in Kolding sowie Trainer der schwedischen Juniorennationalmannschaft, mit der er 2003 Juniorenweltmeister wurde. 2004 übernahm er das Amt des schwedischen Nationaltrainers von Bengt Johansson, konnte aber nicht an die Erfolge seines Vorgängers anknüpfen. Nach vier Jahren gab er den Posten an Staffan Olsson und Ola Lindgren ab. Daraufhin kehrte er nach Kolding zurück und gewann 2009 die Meisterschaft. Ab 2011 wurde er dort Sportkoordinator. Ab 2012 war er Sportchef und Trainer des Zweitligisten Ricoh HK aus Stockholm, mit dem er 2014 in die Elitserien aufstieg. Nach der Saison 2014/15 gab Linnéll sein Traineramt an Martin Boquist ab und ist seitdem nur noch als Sportchef bei Ricoh HK tätig.
Ingemar Linnéll ist verheiratet und hat einen Sohn sowie Zwillingstöchter. In der Saison 2013/14 spielten Jesper Linnéll (* 1986) für HK Drott, Jonna Linnéll und Jennie Linnéll (* 1988) für H 65 Höör.